# Enicospilus minisculus
Enicospilus minisculus là một loài tò vò trong họ Ichneumonidae.